# Roc’h Toul

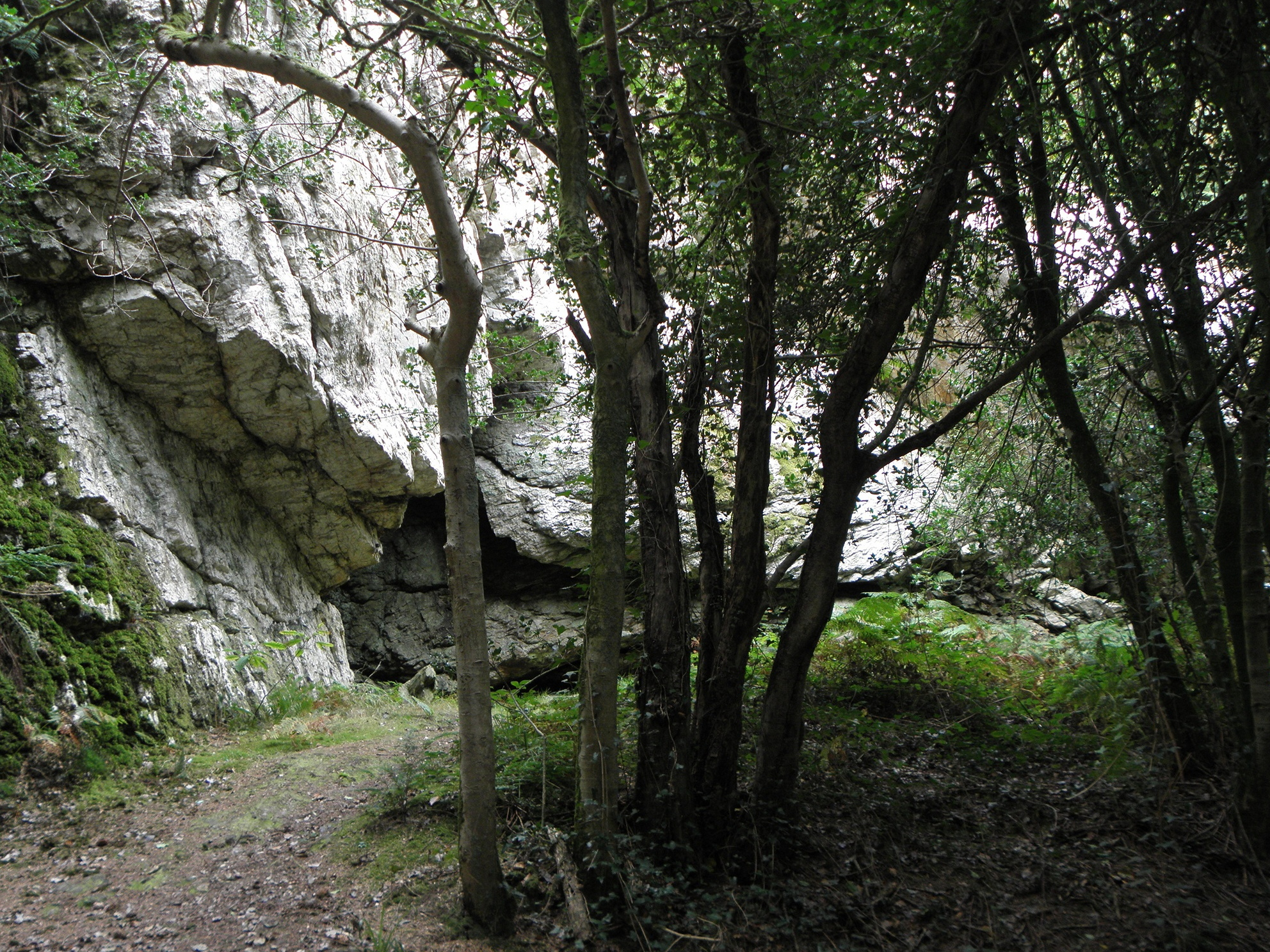
Roc’h Toul

Roc’h Toul ist eine Höhle beim Weiler "Moulin de Luzec" in Guiclan, bei Morlaix im Département Finistère in der Bretagne in Frankreich. Bretonisch bedeutet „Toull“ Hohlraum oder Loch. Im konkreten Fall kann der Name mit „Felsenhöhle“ übersetzt werden. Die Höhle befindet sich 84 Meter vom Ufer der Penzé in weißem Sand- und Quarzgestein. Die Höhle ist durch eine Felswand in zwei Räume getrennt, die umgangen werden muss, um von einem Raum zum anderen zu gelangen.
Die 1970 von den Brüdern Callot entdeckte Höhle ist etwa 52,0 m lang und liegt in armorischem Sandstein aus dem Ordovizium. Zwischen 1868 und 1869 grub der Arzt Le Hir aus Morlaix die Höhle aus und fand drei- bis vierhundert Klingen aus Feuer- oder Sandstein aus dem Magdalenien. Le Hir fand in einem Feld namens Parc-ar-Plenen in der Nähe der Höhle Spuren menschlicher Aktivitäten im Zusammenhang mit der Höhle. Später durchsuchte Charles Benard Le Pontois (1867–1931) die Höhle.
Die Höhle und der Felsen von Roc’h-Toul wurden 1913 als Monument historique klassifiziert.
Den gleichen Namen trägt der Dolmen von Roc’h Toul, eine Megalithanlage in Maël-Pestivien bei Callac im Département Côtes-d’Armor.